# Leinsweiler
Leinsweiler je obec v Německu, ve spolkové zemi Porýní-Falc, v zemském okrese Jižní vinná stezka.
Jméno obce pochází od Landswindy, což byla údajně opěvovaná kráska na dvoře jednoho franckého krále. Protože obec byla pod jménem Lantsindewilare uváděna již v Edelinském kodexu, má se za to, že byla kolem roku 985 vyvlastněna klášterem Weissenburg. V roce 1988 dostala vesnice od německých vinařů titul „krásná vinařská obec“. V obci se nachází radnice z roku 1619 s arkádovým přízemím a vesnickou studnu z r. 1581. Ve vesnici stojí pozdně gotický kostel Martinskirche ze 13. století a několik zachovalých hrázděných domů. Ke katastrálnímu území obce patří skupina tří kopců s hrady Trifels, Anebos a Münz.